# No Meals on Wheels
No Meals on Wheels («Инвалидов не кормим») — четырнадцатая серия пятого сезона мультсериала «Гриффины». Премьерный показ состоялся 25 марта 2007 года на канале FOX.

## Сюжет
Питера раздражает, что его приятель Морт Голдман постоянно занимает у них всякие вещи, поэтому он мастерит пугало Гитлера, которое отпугивает Морта от его дома. Однако, создавая чучело, Питер загубил свой лучший костюм, поэтому Лоис ведёт его на распродажу подержанной одежды, где Питер восхищён фланелевой пижамой. Приобретя себе такую, Питер вскоре замечает, что он теперь может «биться электричеством», если потрёт ноги о ковёр, и потому воображает себя Иисусом и «Человеком-электричество» (Electric-Man), терроризируя домочадцев. Замученная «электро-выходками» Питера, Лоис с помощью Куагмира (он неправильно понял просьбу Лоис «проэпилировать её ковры», поэтому с удовольствием пришёл, рассчитывая на секс с ней) убирает все ковры из дома, и под одним из них находится входной жетон на паром Род-Айленда XVIII века, который удаётся продать за 50 тысяч долларов.
Получив деньги, Питер и Лоис решают осуществить свою давнюю мечту, открыв собственный ресторанчик под названием «Дом чавканья Большого Пита» (англ. Big Pete’s House of Munch). Затея удаётся, семья в полном составе работает там, но дела идут не очень успешно: мало клиентов. Джо решает добавить посетителей, пригласив туда своих друзей-инвалидов. Это не нравится Питеру, который теперь сравнивает свой ресторан с «кафетерием в госпитале для ветеранов» (англ. cafeteria to the veterans' hospital), и он запрещает инвалидам вход в своё заведение: «Без рубашек, ботинок и ног не обслуживаем» (англ. no shirt, no shoes, no legs, no service).
Обозлённые инвалиды под командованием Джо создают (из самих себя и своих инвалидных колясок) гигантского робота «КалекоТрона» (англ. CrippleTron), который обрушивается на ресторан. Питер, Крис и Стьюи держат оборону на крыше своего заведения. С большим трудом им удаётся победить гиганта (Стьюи ослепляет Джо — «голову» робота), но в бою ранен Питер, и теперь ему две недели придётся ездить на инвалидной коляске. Теперь Питер осознаёт, каково это — быть инвалидом; он приносит свои извинения Джо, восстанавливая с ним дружеские отношения.

## Создание
Автор сценария: Майк Генри.
Режиссёр: Грег Колтон.
Композитор: Уолтер Мёрфи.
Приглашённые знаменитости: Патрик Стюарт и Бен Стиллер (оба — камео), Кит Фергюсон (в роли Джимми Смитса).

## Показ
Премьеру эпизода посмотрели 7,97 млн зрителей.

## Реакция
Телевизионный совет родителей в очередной раз назвал новую серию «Гриффинов» худшим шоу недели. Особенно его покоробили «нечувствительность к проблемам инвалидов и изображение Гитлера в роли пугала или, как его назвали в эпизоде, „пугала евреев“» (англ. for its insensitivity toward the disabled, and a gag depicting Adolf Hitler as a scarecrow, or "Scare Jew," as it was referred to in the episode).